# Fred Klaassen
Frederick Jack Klaassen (nacido el 13 de noviembre de 1992) es un jugador de críquet holandés de origen británico.

## Carrera profesional
Klaassen hizo su debut en Twenty20 con Holanda contra Irlanda el 12 de junio de 2018. Hizo su debut en ODI con Holanda contra Nepal el 1 de agosto de 2018.
En septiembre de 2019, fue nombrado en el equipo holandés para el torneo clasificatorio para la Copa del Mundo ICC Twenty20 de 2019 en los Emiratos Árabes Unidos.